# Із саду — дві стежини
«Із саду — дві стежини» — книга Тетяни Череп, що містить однойменну художньо-документальну повість та етюди. Вийшла друком у лютому 2012 у видавництві «ДІЯ».

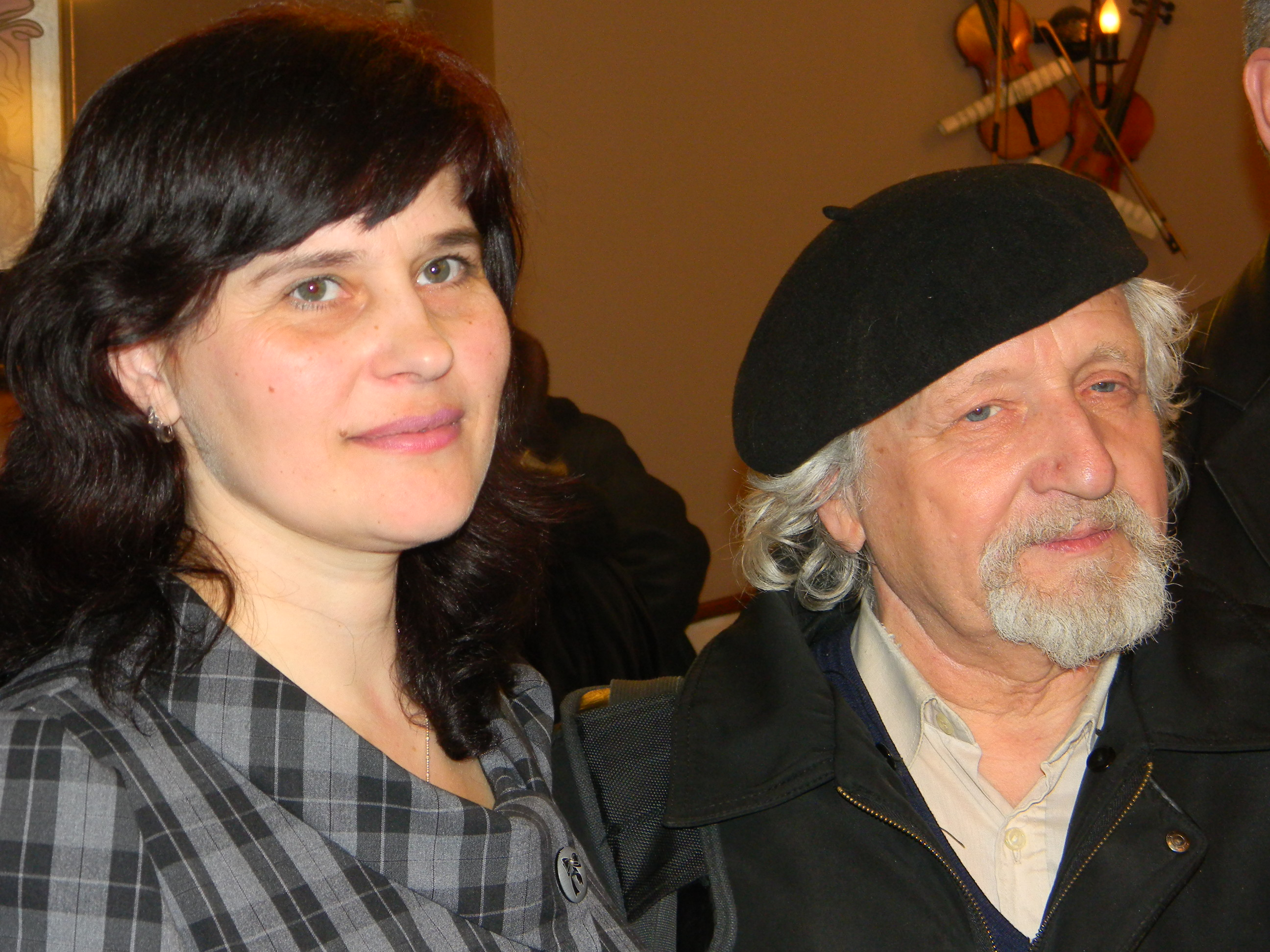
Микола Стратілат і Тетяна Череп

Редактор книги — Дмитро Головко, художник Микола Стратілат, передмова Юрія Пероганича.
2 березня 2012 презентація книжок «Із саду — дві стежини» та «Берег любові» відбулася у будинку Національної спілки письменників України.
8 червня 2012 за книги «Берег любові», «Із саду — дві стежини» номінована на здобуття Чернігівської обласної літературної премії імені М. Коцюбинського у номінації «Поезія».

## Вихідні дані
Із саду — дві стежини: художньо-документальна повість, етюди / Тетяна Череп; передмова Юрія Пероганича. Редактор Дмитро Головко, художник Микола Стратілат. — Київ: ДІЯ, 2012. — 64 сторінки, ілюстрації, тираж 1000 примірників, ISBN 966-7665-81-X
Книга включена до фондів:
- Національної бібліотеки України імені В. І. Вернадського за номером АО270067, а також включена до репозитарію електронних версій книг цієї бібліотеки[8].
- Бібліотеки Конгресу США, LCCN 2012408492

## Відгуки в медіа
- ЛітАкцент, Книга дня 23 лютого 2012[9]
- Євген Букет: Творчий діамант зі Старої Басані / «Слово Просвіти» № 11 (648), 15—21 березня 2012, стор. 13[4].
- Віктор Задворнов: На березі любові / «Робітниче слово», №23 (10799) 23–29 червня 2012, сторінка 6[10].
- Максим Стріха: У тональності сповіді / «Слово Просвіти» ч. 32 (669), 9—15 серпня 2012, сторінка 13[11].
- Ольга Рєпіна. Скромна розважливість української жіночої поетики. Рецензія на книги Тетяни Череп-Пероганич // Наш засіб Макропулоса. — Харків : Мачулин 2015, ISBN 978-617-7364-17-6. — С. 150–154. Архівовано з джерела 7 березня 2016. Процитовано 29 лютого 2016.